# Markeš
Markeš je priimek več znanih Slovencev:
- Janez Markeš (*1962), novinar, filozof, publicist
- Marija Markeš (*1962), agronomka, političarka